# Alemania en los Juegos Olímpicos de Los Ángeles 2028
Alemania participará en los Juegos Olímpicos de Los Ángeles 2028. Responsable del equipo olímpico es la Confederación Alemana de Deportes Olímpicos, así como las federaciones deportivas nacionales de cada deporte con participación.